# 郭廷标
郭廷标（1942年10月6日-2009年12月23日），男，福建惠安人，中华人民共和国政治人物。

## 生平
早年毕业于福州大学化学化工系物理化学专业，后供职于鞍山焦化耐火材料设计研究院。1984年，任鞍山市纺织工业公司经理。次年改任鞍山市人民政府副市长。1987年，任辽阳市委副书记兼代市长。1988年，任辽阳市人民政府市长。1990年，调任丹东市人民政府市长。1992年，任辽宁省人民政府副省长。2003年，当选为辽宁省人大常委会副主任。次年，当选辽宁省政协主席。